# Upsilon Librae
Upsilon Librae (υ Lib / υ Librae) è una stella di magnitudine 3,61 situata nella costellazione della Bilancia, a 224 anni luce dal sistema solare. Occasionalmente è indicata anche con il nome di Derakrab Borealis.
Upsilon Librae, in un lontano futuro, tra poco più di 2,5 milioni di anni, passerà a soli 36 anni luce dal Sole, e a quel tempo sarà la stella più brillante del cielo visto dalla Terra, con una magnitudine di -0,36.

## Caratteristiche fisiche
Upsilon Librae è una stella binaria la cui componente principale è una gigante arancione di classe K5III, il cui raggio è circa 15 volte quello del Sole. La compagna, con un raggio che è la metà di quello solare, è probabilmente una debole nana rossa la cui magnitudine apparente è +10,8.